# كابيتان (نيومكسيكو)
كابيتان (بالإنجليزية: Capitan, New Mexico)‏ هي بلدة تقع في الولايات المتحدة في مقاطعة لينكون، نيومكسيكو. يقدر عدد سكانها بـ 1,443 نسمة ومساحتها 8.3 كم2 وترتفع عن سطح البحر 1,935 متر.

## التركيبة السكانية
حدّد مكتب تعداد الولايات المتحدة بيانات التركيبة السكانية لكابيتان في تعداد الولايات المتحدة. في ما يلي، التركيبة السكانية حسب تعدادي 2000 و2010.

### تعداد عام 2000
بلغ عدد سكان كابيتان 1,443 نسمة بحسب تعداد عام 2000، وبلغ عدد الأسر 605 أسرة وعدد العائلات 416 عائلة مقيمة في القرية. في حين سجلت الكثافة السكانية 171 نسمة لكل كيلومتر مربع (442.9/ميل2). وبلغ عدد الوحدات السكنية 717 وحدة بمتوسط كثافة قدره 85 لكل كيلومتر مربع (220.1/ميل2).
وتوزع التركيب العرقي للقرية بنسبة 87.53% من البيض و0.55% من الأمريكيين الأفارقة و1.46% من الأمريكيين الأصليين و0.55% من الأمريكيين ذوي الأصول الآسيوية و0.07% من سكان جزر المحيط الهادئ و7.76% من الأعراق الأخرى و2.08% من عرقين مختلطين أو أكثر و19.20% من الهسبانيون أو اللاتينيون من أي عرق.
بلغ عدد الأسر 605 أسرة كانت نسبة 30.2% منها لديها أطفال تحت سن الثامنة عشر تعيش معهم، وبلغت نسبة الأزواج القاطنين مع بعضهم البعض 56% من أصل المجموع الكلي للأسر، ونسبة 9.8% من الأسر كان لديها معيلات من الإناث دون وجود شريك،  بينما كانت نسبة 3% من الأسر لديها معيلون من الذكور دون وجود شريكة وكانت نسبة 31.2% من غير العائلات. تألفت نسبة 27.4% من أصل جميع الأسر من عدة أفراد يعيشون في نفس المنزل ونسبة 10.4% كانت تتألف من شخص يعيش بمفرده يبلغ من العمر 65 عاماً أو أكثر. وبلغ متوسط حجم الأسرة المعيشية 2.39، أما متوسط حجم العائلات فبلغ 2.91.
بلغ العمر الوسطي للسكان 42.4 عاماً. وكانت نسبة 24.9% من القاطنين تحت سن الثامنة عشر، وكانت نسبة 5.9% بين الثامنة عشر والرابعة والعشرين عاماً، ونسبة 22.6% كانت واقعةً في الفئة العمرية ما بين الخامسة والعشرين والرابعة والأربعين عاماً، ونسبة 29.9% كانت ما بين الخامسة والأربعين والرابعة والستين، ونسبة 16.6% كانت ضمن فئة الخامسة والستين عاماً فما فوق. يوجد لكل 100 أنثى 97.4 ذكر، ويوجد لكل 100 أنثى في الثامنة عشر من عمرها فما فوق 93.4 ذكر.
بلغ متوسط دخل الأسرة في القرية 27,188 دولارًا، أما متوسط دخل العائلة فبلغ 32,115 دولارًا. وكان متوسط دخل الذكور 23,500 دولارًا مقابل 16,902 دولارًا للإناث. وسجل دخل الفرد الخاص بالقرية 15,062 دولارًا. وكانت نسبة 8.3% من العائلات ونسبة 13% من السكان تحت خط الفقر، وكان من هؤلاء نسبة 14.7% تحت سن الثامنة عشر ونسبة 12.1% في الخامسة والستين من العمر وما فوق.

### تعداد عام 2010
بلغ عدد سكان كابيتان 1,489 نسمة بحسب تعداد عام 2010، وبلغ عدد الأسر 643 أسرة وعدد العائلات 424 عائلة مقيمة في القرية. في حين سجلت الكثافة السكانية 176.4 نسمة لكل كيلومتر مربع (456.9/ميل2). وبلغ عدد الوحدات السكنية 804 وحدة بمتوسط كثافة قدره 95.3 لكل كيلومتر مربع (246.8/ميل2).
وتوزع التركيب العرقي للقرية بنسبة 84.35% من البيض و0.47% من الأمريكيين الأفارقة و0.94% من الأمريكيين الأصليين و0.07% من الأمريكيين ذوي الأصول الآسيوية و10.81% من الأعراق الأخرى و3.36% من عرقين مختلطين أو أكثر و24.78% من الهسبانيون أو اللاتينيون من أي عرق.
بلغ عدد الأسر 643 أسرة كانت نسبة 27.4% منها لديها أطفال تحت سن الثامنة عشر تعيش معهم، وبلغت نسبة الأزواج القاطنين مع بعضهم البعض 49.8% من أصل المجموع الكلي للأسر، ونسبة 11% من الأسر كان لديها معيلات من الإناث دون وجود شريك،  بينما كانت نسبة 5.1% من الأسر لديها معيلون من الذكور دون وجود شريكة وكانت نسبة 34.1% من غير العائلات. تألفت نسبة 27.7% من أصل جميع الأسر من عدة أفراد يعيشون في نفس المنزل ونسبة 12.8% كانت تتألف من شخص يعيش بمفرده يبلغ من العمر 65 عاماً أو أكثر. وبلغ متوسط حجم الأسرة المعيشية 2.32، أما متوسط حجم العائلات فبلغ 2.82.
بلغ العمر الوسطي للسكان 48.5 عاماً. وكانت نسبة 21.9% من القاطنين تحت سن الثامنة عشر، وكانت نسبة 5.7% بين الثامنة عشر والرابعة والعشرين عاماً، ونسبة 16.4% كانت واقعةً في الفئة العمرية ما بين الخامسة والعشرين والرابعة والأربعين عاماً، ونسبة 35.1% كانت ما بين الخامسة والأربعين والرابعة والستين، ونسبة 20.9% كانت ضمن فئة الخامسة والستين عاماً فما فوق. وتوزع التركيب الجنسي للسكان بنسبة 48.8% ذكور و51.2% إناث.